# شاهین الئونورا

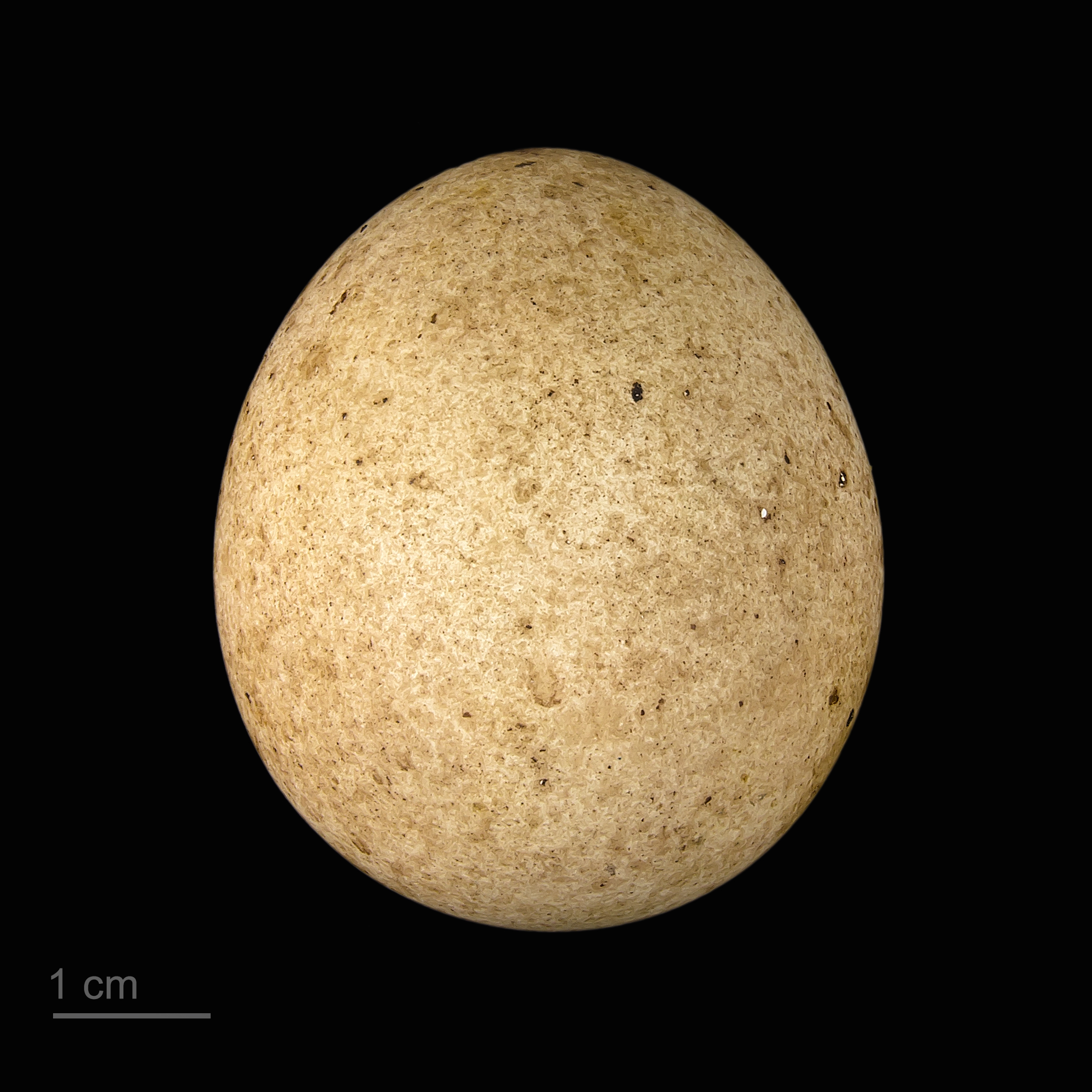
Falco eleonorae

شاهین الئونورا (نام علمی: Falco eleonorae) نام یک گونه از سرده شاهین است.